# Madagasikara johnsoni
Madagasikara johnsoni is een slakkensoort uit de familie van de Pachychilidae. De wetenschappelijke naam van de soort is voor het eerst geldig gepubliceerd in 1882 door Smith onder de naam Melanatria johnsoni. De slak behoort tot het geslacht Madagasikara.
De slak leeft in zoet water en is endemisch in Madagaskar. De soort leeft vooral in rivieren in het westen van het eiland.

## Beschrijving
De schelp van Madagasikara johnsoni is olijfgroen en telt negen omwentelingen. De apertura is blauwachtig. 
De breedte van de schelp is 24 tot 28,9 millimeter en de hoogte van 69,9 tot 77,7. De breedte van de opening is 14 tot 14,2 millimeter en de hoogte van de opening is 20,5 tot 21 millimeter.
Er zijn van zowel de operculum, de anatomie van de slak en de voortplantingsmethode geen beschrijvingen bekend.
1. ↑  (en) Madagasikara johnsoni op de IUCN Red List of Threatened Species.